# لقاطة (حشرة)
اللَقَّاطَة (الاسم العلمي: Forcipomyia)، جنس حشرات من فصيلة المتلاحية. أنواعها تمتص دم الفقاريات. بعض الأنواع هي طفيليات خارجية تتطفل الحشرات الكبيرة. الأنواع الأخرى في الجنس هي ملقحات مهمة لشجرة الكاكاو. هناك ما لا يقل عن 1000 نوع موصوف في اللقاطة.